# Поп-журналістика

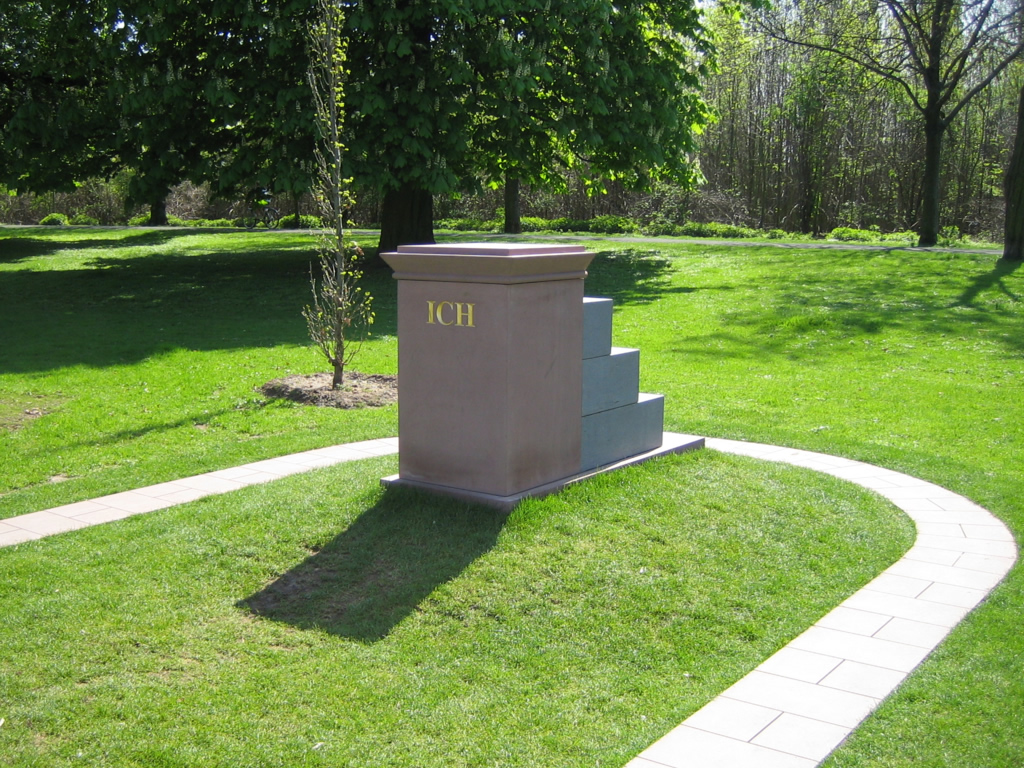
Ich-Memorial («Ich» — німецькою «я»), Франкфурт-на-Майні

Поп-журналістика (нім. Popjournalismus) — форма журналістики, що з'явилася під впливом американського Новий журналізм в середині 60-х років у Німеччині і увійшла в літературу. Це було найбільш очевидно у творчості Йорга Фаузера.

## Визначення
Він визначає її наступним чином: «поп-журналістика: мистецтво розваг — без тієї невидимої межі, що так часто відділяє розваги та мистецтво одне від одного.» Нойтерт не лише високо оцінив ономатопоетична «бомбу» маленького слова «поп», але й притаманну цьому терміну «значеннєву різноманітність, ненормативність, відкритість».

## Характеристики
.

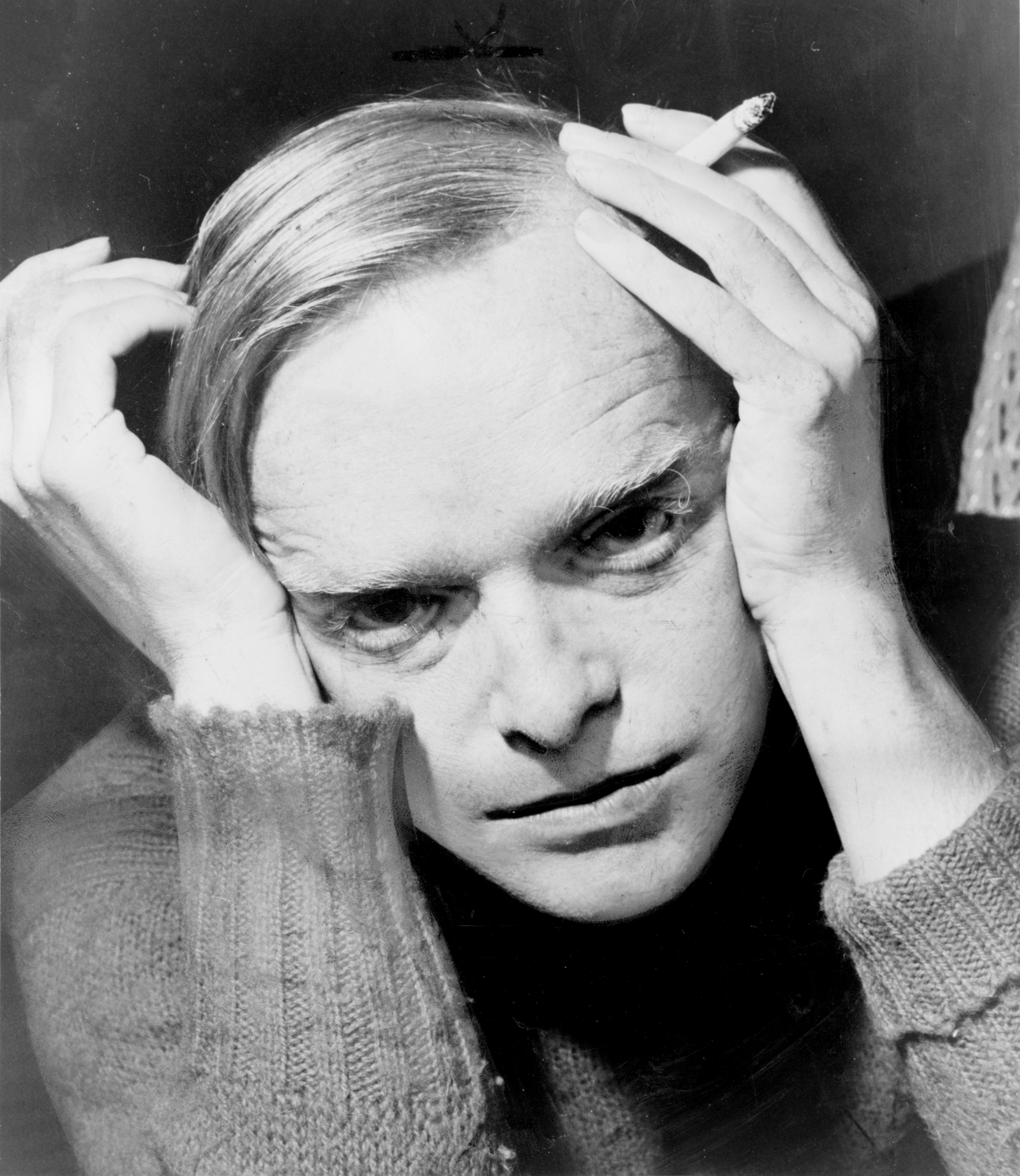
Трумен Капоте, одна з моделей Германа

Це гібридний жанр, що поєднує журналістський та літературний підходи, характеризується використанням оповіді від першої особи. Його стиль більш літературний, ніж журналістський, з акцентом на «правді», а не на суворих «фактах», на суб'єктивність замість об'єктивність, на естетичному задоволенні замість тверезості. Поп-журналісти не є незацікавленими спостерігачами, а занурюються в події, вони є невід'ємною частиною своїх репортажів.

## Експоненти
.

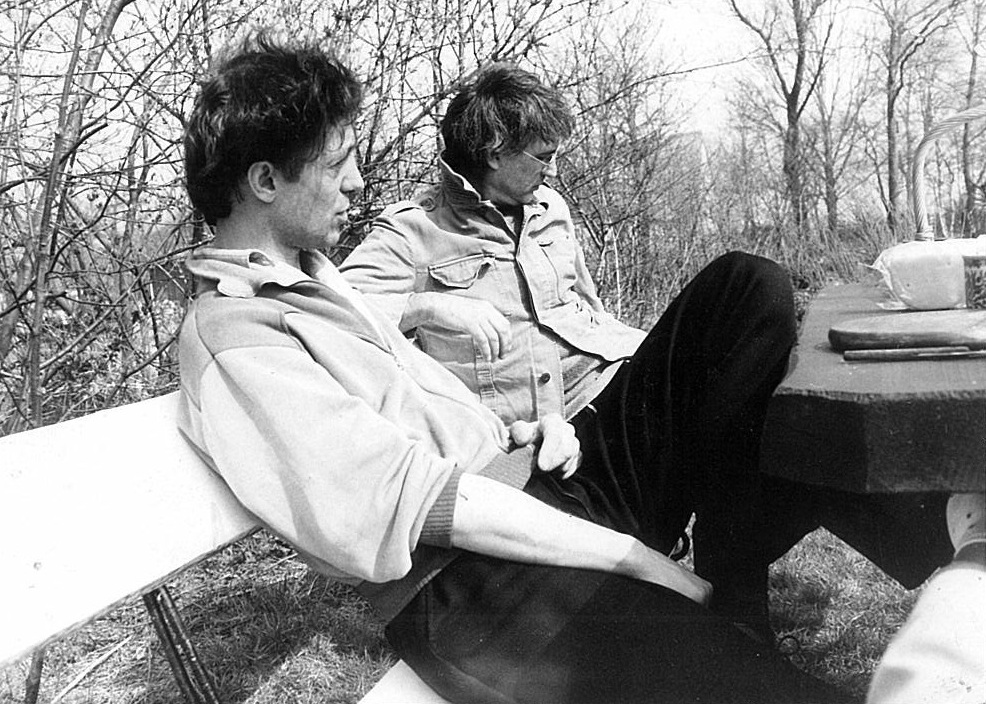
Натіас Нойтерт та Гельмут Зальцингер, двоє з трьох перших поп-журналістів

Наслідуючи американські формальні моделі та поєднуючи їх з багатою історією німецької літератури, найпершими представниками поп-журналістики були Уве Неттельбек, Натіас Нойтерт та Гельмут Зальцингер, які жили в Гамбург або поблизу нього.
Спочатку вони писали для Die Zeit, потім для різних газет і журналів, включаючи Süddeutsche Zeitung, Frankfurter Rundschau, Twen і Sounds.
Їхні незвичні статті стали хорошою основою для наступних представників поп-журналістики, таких як Клара Дрехслер, Дідріх Дідеріхсен та Ютта Кетер, що публікувалися в Spex (журнал)>.
Так чи інакше, всі ці письменники вплинули на феномен поп-літератури. Промовистим прикладом є бестселер Faserland Крістіан Крахт.

## Рекомендована література
- Dennis Chase: From Lippmann to Irving to New Journalism. In: Quill, August 1972.
- Frank Finlay: «Dann wäre Deutschland wie das Wort Neckarauen»: Surface, Superficiality and Globalisation in Christian Kracht's Faserland, in: Stuart Taberner (Ed.): German Literature in the Age of Globalisation. University of Birmingham Press, Birmingham 2004.
- Heribert Prantl: «Die Welt als Leitartikel. Zur Zukunft des Journalismus». Theodor-Herzl-Lecture. Picus Verlag, Wien 2012 ISBN 9783854526834
- Franziska Walser: Popliteratur und Popjournalismus. Grin Verlag, München 2007, ISBN 9783638658379